# Chonocephalus globipygus
Chonocephalus globipygus är en tvåvingeart som beskrevs av Borgmeier 1967. Chonocephalus globipygus ingår i släktet Chonocephalus och familjen puckelflugor.
Artens utbredningsområde är Panama. Inga underarter finns listade i Catalogue of Life.